# Mikołaj Bagiński
Mikołaj Bagiński herbu Radwan (zm. 16 kwietnia 1602 roku) – kanonik poznańskiej kapituły katedralnej, instalowany do kapituły w 1583 roku na kanonię Spławie, kustosz kościoła św. Marii Magdaleny w Poznaniu, proboszcz w Dusznikach od 1573 roku.